# Сосны (Московская область)
Сосны — посёлок  в Одинцовском городском округе Московской области.
До 2019 года входил в состав сельского поселения Успенское, до 2006 года  — в состав Успенского сельского округа.
Посёлок расположен в центральной части округа, между двумя руслами излучины Москвы-реки, у впадения речки Уборки (она же Масловский ручей), в 12 километрах к востоку от Звенигорода, примыкая с востока к посёлку Николина Гора.
Возник как посёлок при одноимённом санатории, по переписи 1989 года зафиксировано 483 хозяйства и 1307 жителей.
В настоящее время территория посёлка и санатория находятся в ведении Управления делами Президента России.
В посёлке на территории ТСЖ «Сосновый бор» установлен монумент «Россия — шум веков» — последняя работа скульптора Михаила Бояновича Смирнова.

## Население
| 2002 | 2006  | 2010  |
| ---- | ----- | ----- |
| 1215 | →1215 | ↗1501 |